# 火焰之纹章 新·纹章之谜 ～光与影的英雄～
《火焰之纹章 新·纹章之谜 ～光与影的英雄～》是一款由Intelligent Systems開發、任天堂發行任天堂DS平台戰略角色扮演遊戲。這款遊戲是火焰之纹章系列的第12款作品，同時亦是舊作《火焰之纹章 纹章之谜》的重製版。遊戲故事基於《聖火降魔錄 紋章之謎》的原有內容，並增設了一名可供玩家自行創作的主角，會與《火焰之纹章 暗黑龙与光之剑》的英雄馬爾斯一行人並肩作戰。另外，本作亦以額外故事章節「新·阿卡內亞戰記」的形式收錄了1997年於Satellaview平臺上發行的《BS火焰之纹章 阿卡内亚战记》。
2008年，在《聖火降魔錄 暗黑龍與光之劍》任天堂DS重製版本《火焰之纹章 新·暗黑龙与光之剑》的開發過程中，同時亦開展了《聖火降魔錄 紋章之謎》重製版本的準備工作。開發團隊其後選擇重新開始，並以舊版的《聖火降魔錄 紋章之謎》作為故事起點，而非延續《聖火降魔錄 暗黑龍與光之劍》。開發團隊主要成員包括製作人成廣通、總監兼編劇前田耕平、副監督堀川將之以及角色設計師井塚大介。遊戲新增了兩個元素，分別是可供玩家自行創作的主角及「休閒模式」。有別於傳統，在「休閒模式」下即使夥伴陣亡，亦可以在下一場戰役再度上場，但這在開發人員間造成激烈爭議。這款遊戲是自2002年發行的《火焰之纹章 封印之剑》後，第一款僅在日本地區發行的聖火降魔錄系列遊戲。遊戲在2010年7月15日發售，獲得日本和西方評論家的正面評價，並售出了27萬多份。

## 玩法

遊戲內的戰鬥畫面，上方顯示敵我雙方單位之間的戰鬥，而下方則顯示戰場地形及雙方的兵力配置等資料。

《火焰之紋章 新·紋章之謎 ～光與影的英雄～》是一款戰略角色扮演遊戲，有別於傳統，玩家在遊戲內可以自行創作主角，例如性別、外表、職業及能力數據等。遊戲分為主線故事及外傳故事，其中玩家更可以在外傳故事內接觸到主線故事以外的新可玩角色。玩家可以在戰鬥中隨時進行存檔，而遊戲開始時亦會在每個任務章節的末尾提供存檔功能。在戰鬥外，玩家可以透過訪問城鎮來購買補給品以及其他武器裝備，亦可以與其他可招募角色進行對話以提高他們的等級甚至獲取獎勵等。另外，遊戲還使用了關係圖來展示各個角色之間的關係。
遊戲內的每場戰鬥都在網格狀地圖上進行，而戰鬥系統則採用回合制，以玩家單位、敵方單位及盟軍單位的排序進行。另外，玩家可透過點擊敵方單位來得知他們的能力數據、攻擊範圍及移動範圍。當玩家完成遊戲內的所有章節後，將能獲得74個可招募角色，但每場戰鬥玩家最多只能派出12人出戰。當雙方單位交戰時會在任天堂DS的上方熒幕顯示戰鬥過程，而該過程會自動進行，無需玩家再次下達指令。遊戲內亦設有傳統的武器相剋系統：長槍剋劍，劍剋斧，斧剋長槍。當遊戲角色的經驗值每累積至100時便會自動升級，並會隨機提升能力數據，而玩家亦可以在角色到達10級後利用道具把他們晉升至上級職業。
除了單人遊玩外，任天堂還增設了多人遊戲功能。玩家可以透過任天堂DS的Wi-Fi連線功能與其他玩家在專用地圖內對戰或借出單位，亦可以在線上商店以遊戲貨幣購買新物品和武器。當玩家閒置遊戲而其角色位於「營房」內，一段時間後角色將會展現有限的自主動作，而這些動作可能涉及角色升級或製造新物品及武器。遊戲具有四個難度級別，另外亦提供了兩種難度模式供玩家選擇，分別是在戰鬥時夥伴一旦陣亡便無法挽回的「傳統模式」，以及是即使夥伴陣亡亦可以在下場戰役再度參戰的「休閒模式」。

## 劇情
本作的劇情保留了《聖火降魔錄 紋章之謎》的原始內容。遊戲背景設定在阿卡內亞大陸上，距離《聖火降魔錄 暗黑龍與光之劍》及其重製版《火焰之纹章 新·暗黑龙与光之剑》內所發生的暗黑戰爭過後兩年。在《聖火降魔錄 暗黑龍與光之劍》的劇情中，王子馬爾斯為了復興祖國阿利提亞王國，率領眾多志同道合的戰友，聯手對抗邪惡的多魯亞帝國大軍，並最終擊敗了邪惡祭司卡涅夫與暗黑龍梅迪烏斯。而在本作，馬爾斯協助其盟友哈定登上王位，並統治了阿卡內亞的其他地區，但其後兩人不和，馬爾斯因而被冠上「叛徒」的身份。在逃離哈定部隊的追擊時，馬爾斯發現祭司卡涅夫仍然在生，亦得知哈定早已被邪惡意誌所腐蝕以及企圖復活暗黑龍梅迪烏斯的事實。

## 開發與發行
本作原作《聖火降魔錄 紋章之謎》於1994年發行，當時對應的平台為超級任天堂，而這次遊戲重製則是《聖火降魔錄 暗黑龍與光之劍》重製工作的一部份。2008年，在《聖火降魔錄 暗黑龍與光之劍》任天堂DS重製版本《聖火降魔錄 新·暗黑龍與光之劍》的開發過程中，開發人員同時亦開展了《聖火降魔錄 紋章之謎》重製版本的準備工作。開發團隊最初的計劃是延續《聖火降魔錄 暗黑龍與光之劍》，但其後他們選擇重新開始，並以舊版的《聖火降魔錄 紋章之謎》作為故事起點。遊戲開發團隊的主要成員包括製作人成廣通、總監兼編劇前田耕平、副監督堀川將之，以及作曲家森下弘生、金崎猛和村上聖。遊戲角色設計則交由井塚大介擔任，而他亦曾經負責改良《聖火降魔錄 暗黑龍與光之劍》的角色造型。另外，開發團隊在《聖火降魔錄 紋章之謎》的原有故事基礎上添加了新元素，例如是新增了部份能擴展某些角色個性的對話等。遊戲副標題為「光與影的英雄」，當中的影子英雄是指玩家的自創角色，隱藏在另一主角「光之英雄」馬爾斯背後。
開發人員之間最大的爭論點在於應否在遊戲內增設能使陣亡的角色復活的「休閒模式」，而這個討論亦可以追溯至《火焰之纹章 圣战之系谱》的開發時期。Intelligent Systems及任天堂雙方的員工都因為這件事而展開了激烈的討論，但經遊戲測試後「休閒模式」這功能獲得了正面評價，導致原本持反對意見的員工轉為支持加入該功能。遊戲的四種難度級別及兩種遊戲模式是分開設置的，因此玩家可以根據自己的需要調整遊玩體驗。另一個在遊戲出現的新元素是自創角色。這是因為開發人員在開發期間意識到他們最終可能會創作了一款假定玩家知道馬爾斯是誰的遊戲，而實際情況可能並非如此，因此決定讓玩家自行創作遊戲角色，而這亦能令他們更容易融入遊戲世界。由於在玩家創作角色後會進入教學階段，因此開發人員需要平衡該階段的內容，以同時使新玩家及經驗豐富的資深玩家感到滿意。此外，隨著遊戲內容變得多元化，開發人員更一度打算將遊戲拆分為兩個版本。
2010年5月，火焰之紋章系列的發行商任天堂宣佈將會發行本作，而這次宣佈同時是任天堂為系列成立20週年紀念活動的其中一部分。同年6月，任天堂宣佈遊戲會在2010年7月15日發行。任天堂在其官方網站內顯示遊戲是火焰之紋章系列的第12部作品，但遊戲評論網站Pocket Gamer則指遊戲是該系列的第13部作品。遊戲並沒有在歐美等地發行，這是自2002年《火焰之紋章 封印之劍》發行後，第一款僅在日本獨佔發行的聖火降魔錄系列遊戲。遊戲的故事除了舊作《聖火降魔錄 紋章之謎》的內容外，開發團隊還把1997年於Satellaview平臺上發行的《BS火焰之纹章 阿卡内亚战记》改編為四個額外的故事情節，並把其新增至遊戲內。改編故事被稱為「新·阿卡內亞戰記」，而這亦是Intelligent Systems首次重新發行Satellaview平臺的遊戲。

## 反響
| 媒体           | 得分  |
| -------------- | ----- |
| 电子游戏软件   | 31/40 |
| 游戏机实用技术 | 24/30 |
| Fami通         | 34/40 |
| RPGamer        | 3.5/5 |

遊戲在發行後以136,000份的初始銷量位居日本遊戲榜首，但銷量明顯低於其前作《聖火降魔錄 新·暗黑龍與光之劍》。在接下來的數週內，遊戲的銷量及排名均出現變化，從排行榜的第四位下跌至第十位，再升上第七位。而截至2012年，遊戲的銷量為274,000份。
在遊戲故事方面，《Fami通》的評論家讚賞了遊戲在現有的故事內添加了新的故事元素及支援性的角色對話情節，但RPGamer的邁克·莫恩克（Mike Moehnke）反指遊戲不需要新增額外的對話情節，因為故事的複雜性沒有比舊作明顯增加。莫恩克還讚賞遊戲增加了圍繞著玩家自創角色與其餘人物的任務章節，令自創角色更有效地融入整個遊戲故事，更指其功能遠遠地拋離了那些角色對話情節。《电子游戏软件》的小沛称赞游戏剧情线路丰富；宇多田称作为老玩家，起初不太适应自创角色的系统，但游玩下去感觉这一设定代入感更强。4Gamer.net的西岡浩二郎同樣讚賞了開發團隊把《BS火焰之紋章 阿卡內亞戰記》的故事、新的教學情節以及外傳任務包含在遊戲的整體故事內，但指出那些沒有玩過《新·暗黑龍與光之劍》的玩家可能無法理解其中的某些角色。
而在遊戲玩法方面，《Fami通》的評論家指其相當簡單，同時稱讚各章內容的篇幅大小恰到好處，亦同意遊戲新設的「休閒模式」。《游戏机实用技术》的评测称赞了难度设计：一方面“休闲模式”能方便新玩家体验系列魅力，另一方面最高难度則值得战棋爱好者挑战。RPGamer的莫恩克稱讚了開發團隊對舊作所做的修改，例如取消了騎士在室內環境需要下馬的設定，這對加快戰鬥速度有著極大的幫助。但莫恩克同時亦指出Intelligent Systems並沒有改變一些根深柢固的遊戲設定，例如在舊作內馬爾斯是唯一能訪問遊戲地圖上各個村莊的角色，因他需要各村莊的支持從而奪回王位，但在本作內馬爾斯已成功奪回王位，而遊戲同樣只能讓馬爾斯一人訪問各村莊，因此他認為不斷進行此操作會令遊戲變得單調。《电子游戏软件》的编辑也认为系列虽有创新，但突破不足；编辑亦称游戏角色设计不讨巧，画面差强人意。另外，4Gamer.net的西岡表示他在整體上享受遊戲體驗，稱讚遊戲包含了一些用戶友好的選項，但認為這些新增功能會把粉絲分隔。

## 外部連結
- 日本任天堂網站遊戲介紹 （页面存档备份，存于） （日語）